# Ministre de Justícia i Igualtat

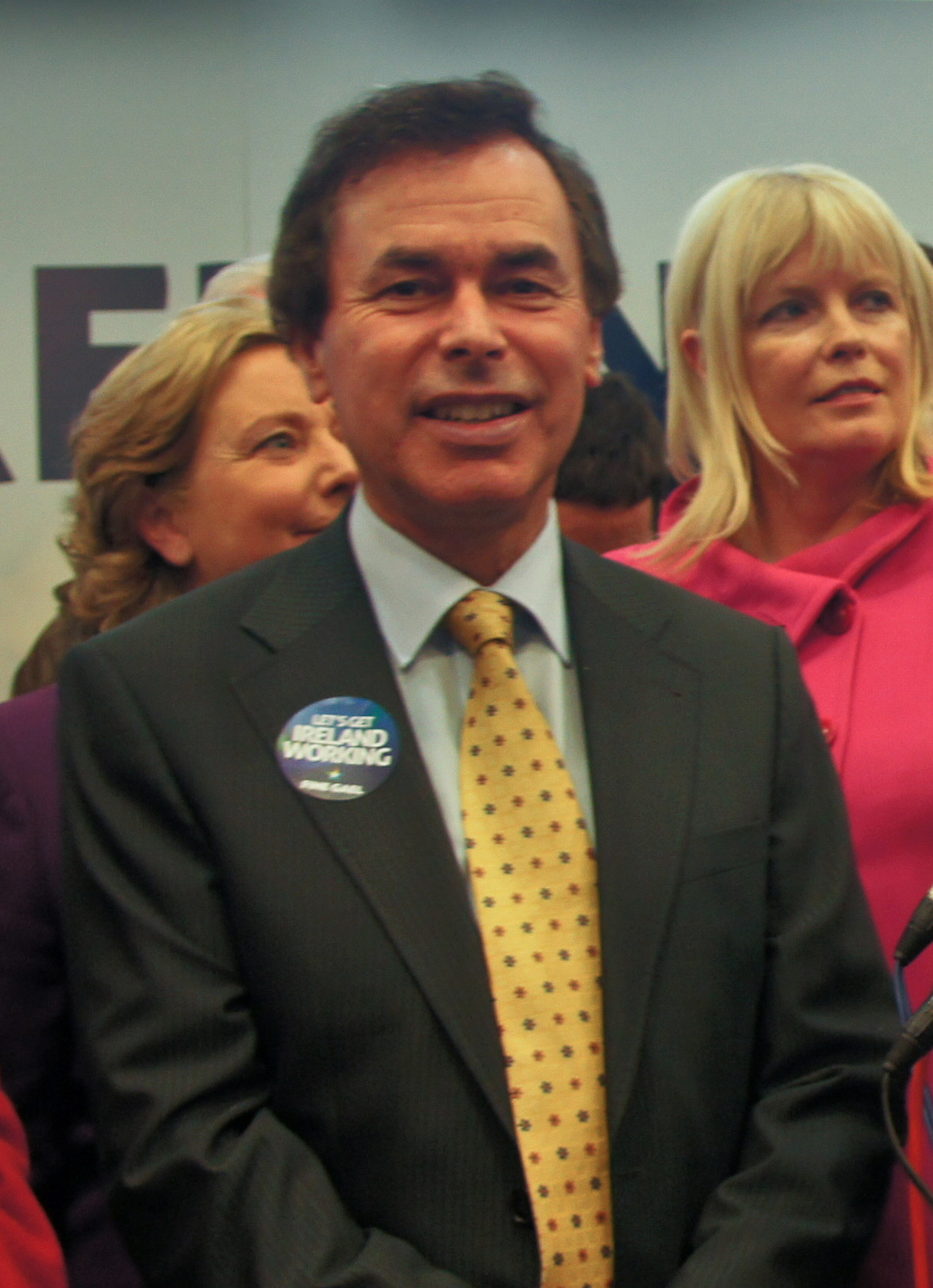
Alan Shatter

El Ministre de Justícia i Igualtat (gaèlic irlandès An tAire Dlí agus Cirt agus Comhionannais) és el principal ministre del Departament de Justícia i Igualtat al Govern d'Irlanda.
L'actual ministre de Justícia i Igualtat és Alan Shatter, TD. És assistit per:
- Paul Kehoe, TD – Ministre d'Estat de Defensa
- Kathleen Lynch, TD – Ministre d'Estat de Discapacitat, Igualtat i Salut Mental

El ministre té la responsabilitat general de mantenir la llei i l'ordre a la República d'Irlanda. De 1919 a 1923 el titular de la cartera de Justícia va ser conegut com el ministre de l'Interior. El 1997, la cartera de l'aleshores Ministre de Justícia es va fusionar amb el de la Ministre d'Igualtat i Reforma Legislativa per crear un ministre de Justícia, Igualtat i Reforma de la Llei, denominació que va mantenir fins a 2010.

## Descripció
Les principals àrees de responsabilitat del ministre i del Departament són:
- Implementació de la política governamental contra la delinqüència i la protecció de la seguretat de l'Estat.
- Proporcionar assessorament sobre polítiques en relació amb el sistema de justícia penal (Garda Síochána, etc.)
- Continuar la reforma de la llei penal i actualitzar les àrees de la llei civil.
- L'aplicació d'elements bàsics de l'Acord de Divendres Sant.
- Implementació de l'estratègia d'asil del govern i desenvolupament de la política nacional d'immigració.

## Llista de titular del càrrec
| Ministre de l'Interior 1919–1923                               |                         |                        |                        |        |                       |
| Núm.                                                           | Nom                     | Mandat                 | Mandat                 | Partit | Partit                |
| 1.                                                             | Mícheál Ó Coileáin      | 22 de gener de 1919    | 1 d'abril de 1919      |        | Sinn Féin             |
| 2.                                                             | Arthur Griffith         | 2 d'abril de 1919      | 22 d'agost de 1921     |        | Sinn Féin             |
| 3.                                                             | Austin Stack            | 22 d'agost de 1921     | 9 de gener de 1922     |        | Sinn Féin             |
| 4.                                                             | Eamonn Duggan           | 10 de gener de 1922    | 9 de setembre de 1922  |        | Pro-Treaty Sinn Féin  |
| 5.                                                             | Kevin O'Higgins         | 30 d'agost de 1922     | 19 de setembre de 1923 |        | Cumann na nGaedheal   |
| Ministre de Justícia 1923–1997                                 |                         |                        |                        |        |                       |
| Núm.                                                           | Nom                     | Mandat                 | Mandat                 | Partit | Partit                |
|                                                                | Kevin O'Higgins         | 19 de setembre de 1923 | 10 de juliol de 1927   |        | Cumann na nGaedheal   |
| 6.                                                             | William T. Cosgrave     | 10 de juliol de 1927   | 12 d'octubre de 1927   |        | Cumann na nGaedheal   |
| 7.                                                             | James FitzGerald-Kenney | 12 d'octubre de 1927   | 9 de març de 1932      |        | Cumann na nGaedheal   |
| 8.                                                             | James Geoghegan         | 9 de març de 1932      | 8 de febrer de 1933    |        | Fianna Fáil           |
| 9.                                                             | P. J. Ruttledge         | 8 de febrer de 1933    | 8 de setembre de 1939  |        | Fianna Fáil           |
| 10.                                                            | Gerald Boland (1r cop)  | 8 de setembre de 1939  | 18 de febrer de 1948   |        | Fianna Fáil           |
| 11.                                                            | Seán Mac Eoin           | 18 de febrer de 1948   | 7 de març de 1951      |        | Fine Gael             |
| 12.                                                            | Daniel Morrissey        | 7 de març de 1951      | 13 de juny de 1951     |        | Fine Gael             |
|                                                                | Gerald Boland (2n cop)  | 13 de juny de 1951     | 2 de juny de 1954      |        | Fianna Fáil           |
| 13.                                                            | James Everett           | 2 de juny de 1954      | 20 de març de 1957     |        | Labour Party          |
| 14.                                                            | Oscar Traynor           | 20 de març de 1957     | 11 d'octubre de 1961   |        | Fianna Fáil           |
| 15.                                                            | Charles Haughey         | 11 d'octubre de 1961   | 8 d'octubre de 1964    |        | Fianna Fáil           |
| 16.                                                            | Seán Lemass (interí)    | 8 d'octubre de 1964    | 3 de novembre de 1964  |        | Fianna Fáil           |
| 17.                                                            | Brian Lenihan, Snr      | 3 de novembre de 1964  | 26 de març de 1968     |        | Fianna Fáil           |
| 18.                                                            | Micheál Ó Móráin        | 27 de març de 1968     | 5 de maig de 1970      |        | Fianna Fáil           |
| 19.                                                            | Desmond O'Malley        | 5 de maig de 1970      | 14 de març de 1973     |        | Fianna Fáil           |
| 20.                                                            | Patrick Cooney          | 14 de març de 1973     | 5 de juliol de 1977    |        | Fine Gael             |
| 21.                                                            | Gerry Collins (1r cop)  | 5 de juliol de 1977    | 30 de juny de 1981     |        | Fianna Fáil           |
| 22.                                                            | Jim Mitchell            | 30 de juny de 1981     | 9 de març de 1982      |        | Fine Gael             |
| 23.                                                            | Seán Doherty            | 9 de març de 1982      | 14 de desembre de 1982 |        | Fianna Fáil           |
| 24.                                                            | Michael Noonan          | 14 de desembre de 1982 | 14 de febrer de 1986   |        | Fine Gael             |
| 25.                                                            | Alan Dukes              | 14 de febrer de 1986   | 10 de març de 1987     |        | Fine Gael             |
|                                                                | Gerry Collins (2n cop)  | 10 de març de 1987     | 12 de juliol de 1989   |        | Fianna Fáil           |
| 26.                                                            | Ray Burke               | 12 de juliol de 1989   | 11 de febrer de 1992   |        | Fianna Fáil           |
| 27.                                                            | Pádraig Flynn           | 11 de febrer de 1992   | 4 de gener de 1993     |        | Fianna Fáil           |
| 28.                                                            | Máire Geoghegan-Quinn   | 4 de gener de 1993     | 15 de desembre de 1994 |        | Fianna Fáil           |
| 29.                                                            | Nora Owen               | 15 de desembre de 1994 | 26 de juny de 1997     |        | Fine Gael             |
| 30.                                                            | John O'Donoghue         | 26 de juny de 1997     | 8 de juliol de 1997    |        | Fianna Fáil           |
| Ministre de Justícia, Igualtat i Reforma Legislativa 1997–2010 |                         |                        |                        |        |                       |
| Núm.                                                           | Nom                     | Mandat                 | Mandat                 | Partit | Partit                |
|                                                                | John O'Donoghue         | 8 de juliol de 1997    | 6 de juny de 2002      |        | Fianna Fáil           |
| 31.                                                            | Michael McDowell        | 6 de juny de 2002      | 14 de juny de 2007     |        | Progressive Democrats |
| 32.                                                            | Brian Lenihan, Jnr      | 14 de juny de 2007     | 7 de maig de 2008      |        | Fianna Fáil           |
| 33.                                                            | Dermot Ahern            | 7 de maig de 2008      | 23 de març de 2010     |        | Fianna Fáil           |
| Ministre de Justícia i Reforma Legislativa 2010–2011           |                         |                        |                        |        |                       |
| Núm.                                                           | Nom                     | Mandat                 | Mandat                 | Partit | Partit                |
|                                                                | Dermot Ahern            | 23 de març de 2010     | 19 de gener de 2011    |        | Fianna Fáil           |
| 34.                                                            | Brendan Smith           | 20 de gener de 2011    | 9 de març de 2011      |        | Fianna Fáil           |
| Ministre de Justícia i Igualtat 2011–present                   |                         |                        |                        |        |                       |
| Núm.                                                           | Nom                     | Mandat                 | Mandat                 | Partit | Partit                |
| 35.                                                            | Alan Shatter            | 9 de març de 2011      | en el càrrec           |        | Fine Gael             |